# Aglaia parviflora
Aglaia parviflora är en tvåhjärtbladig växtart som beskrevs av C. Dc.. Aglaia parviflora ingår i släktet Aglaia och familjen Meliaceae. Inga underarter finns listade i Catalogue of Life.